# El Manso
El Manso es un paraje rural y ejido de la comisión de fomento del Departamento Bariloche, Provincia de Río Negro, Argentina.

## Clima
| Parámetros climáticos promedio de El Manso, Río Negro (1980–1995, 2002–2007) | Parámetros climáticos promedio de El Manso, Río Negro (1980–1995, 2002–2007) | Parámetros climáticos promedio de El Manso, Río Negro (1980–1995, 2002–2007) | Parámetros climáticos promedio de El Manso, Río Negro (1980–1995, 2002–2007) | Parámetros climáticos promedio de El Manso, Río Negro (1980–1995, 2002–2007) | Parámetros climáticos promedio de El Manso, Río Negro (1980–1995, 2002–2007) | Parámetros climáticos promedio de El Manso, Río Negro (1980–1995, 2002–2007) | Parámetros climáticos promedio de El Manso, Río Negro (1980–1995, 2002–2007) | Parámetros climáticos promedio de El Manso, Río Negro (1980–1995, 2002–2007) | Parámetros climáticos promedio de El Manso, Río Negro (1980–1995, 2002–2007) | Parámetros climáticos promedio de El Manso, Río Negro (1980–1995, 2002–2007) | Parámetros climáticos promedio de El Manso, Río Negro (1980–1995, 2002–2007) | Parámetros climáticos promedio de El Manso, Río Negro (1980–1995, 2002–2007) | Parámetros climáticos promedio de El Manso, Río Negro (1980–1995, 2002–2007) |
| Mes                                                                          | Ene.                                                                         | Feb.                                                                         | Mar.                                                                         | Abr.                                                                         | May.                                                                         | Jun.                                                                         | Jul.                                                                         | Ago.                                                                         | Sep.                                                                         | Oct.                                                                         | Nov.                                                                         | Dic.                                                                         | Anual                                                                        |
| ---------------------------------------------------------------------------- | ---------------------------------------------------------------------------- | ---------------------------------------------------------------------------- | ---------------------------------------------------------------------------- | ---------------------------------------------------------------------------- | ---------------------------------------------------------------------------- | ---------------------------------------------------------------------------- | ---------------------------------------------------------------------------- | ---------------------------------------------------------------------------- | ---------------------------------------------------------------------------- | ---------------------------------------------------------------------------- | ---------------------------------------------------------------------------- | ---------------------------------------------------------------------------- | ---------------------------------------------------------------------------- |
| Temp. máx. abs. (°C)                                                         | 35.5                                                                         | 35.0                                                                         | 35.0                                                                         | 27.5                                                                         | 22.0                                                                         | 16.0                                                                         | 19.5                                                                         | 20.0                                                                         | 24.0                                                                         | 28.5                                                                         | 32.0                                                                         | 33.0                                                                         | 35.5                                                                         |
| Temp. máx. media (°C)                                                        | 23.8                                                                         | 24.3                                                                         | 21.9                                                                         | 15.4                                                                         | 10.7                                                                         | 9.1                                                                          | 9.6                                                                          | 12.6                                                                         | 15.6                                                                         | 18.4                                                                         | 20.3                                                                         | 21.7                                                                         | 17.0                                                                         |
| Temp. media (°C)                                                             | 15.2                                                                         | 14.9                                                                         | 12.5                                                                         | 8.7                                                                          | 5.4                                                                          | 4.4                                                                          | 3.8                                                                          | 5.5                                                                          | 7.1                                                                          | 9.5                                                                          | 11.0                                                                         | 13.2                                                                         | 9.3                                                                          |
| Temp. mín. media (°C)                                                        | 6.4                                                                          | 5.5                                                                          | 3.2                                                                          | 1.7                                                                          | 0.1                                                                          | -0.3                                                                         | −2.0                                                                         | -1.6                                                                         | -1.4                                                                         | 0.6                                                                          | 1.7                                                                          | 4.5                                                                          | 1.5                                                                          |
| Temp. mín. abs. (°C)                                                         | -2.5                                                                         | -3.0                                                                         | -8.0                                                                         | -6.5                                                                         | -8.0                                                                         | -8.5                                                                         | -10.0                                                                        | -9.0                                                                         | -7.5                                                                         | -6.5                                                                         | -6.5                                                                         | -3.0                                                                         | -10.0                                                                        |
| Precipitación total (mm)                                                     | 30                                                                           | 38                                                                           | 56                                                                           | 107                                                                          | 234                                                                          | 202                                                                          | 157                                                                          | 135                                                                          | 108                                                                          | 69                                                                           | 43                                                                           | 76                                                                           | 1255                                                                         |
| Horas de sol                                                                 | 283.65                                                                       | 248.88                                                                       | 220.41                                                                       | 137.10                                                                       | 96.10                                                                        | 72.60                                                                        | 83.70                                                                        | 117.49                                                                       | 185.40                                                                       | 213.28                                                                       | 256.20                                                                       | 283.65                                                                       | 2198.5                                                                       |
| Humedad relativa (%)                                                         | 72                                                                           | 71                                                                           | 72                                                                           | 79                                                                           | 82                                                                           | 86                                                                           | 83                                                                           | 78                                                                           | 74                                                                           | 75                                                                           | 75                                                                           | 74                                                                           | 76.8                                                                         |
| Fuente: Instituto Nacional de Tecnología Agropecuaria                        |                                                                              |                                                                              |                                                                              |                                                                              |                                                                              |                                                                              |                                                                              |                                                                              |                                                                              |                                                                              |                                                                              |                                                                              |                                                                              |

## Población
El ejido de la comisión de fomento contaba con 616 habitantes (Indec, 1998), lo que representa un incremento del 23% frente a los 499 habitantes (Indec, 1990) del censo anterior. Durante el censo nacional de 2008 fue considerada como población rural dispersa.
El censo 2022 arrojó 381 viviendas con una población estable de 840 habitantes en el municipio.Esto la vuelve la tercera comisión de fomento con más población de la provincia.

## Educación
En el paraje funciona una de las sedes de la ESRN Rural Virtual, escuela secundaria que responde a las necesidades educativas de los y las jóvenes del Paraje. La ESRN Anexo 27 de El Manso, es una escuela presencial, donde los y las estudiantes asisten diariamente y guiados por tutores que acompañan sus trayectorias educativas estudian a través de una plataforma Moodle con un campus virtual. Atiende una matrícula promedio de 35 estudiantes de los parajes cercanos que conforman la comuna de El Manso, a saber, El Foyel, Rio Villegas y Manso Medio y Manso Inferior.
Durante el año 2021, se conquistó la creación del CET N° 35. La institución dispone de un espacio cedido por la escuela primaria del Manso Medio, y está a la espera de la construcción del propio edificio. Durante 2021, 17 estudiantes pudieron asistir a primer año en el espacio presencial, están en proceso de desarrollo y elección del primer logo/emblema para la institución.